# اوج ترس
اوج ترس (به انگلیسی: Apogee of Fear) یک فیلم کوتاه علمی تخیلی محصول ۲۰۱۲ است. برخلاف فیلم بازگشت از مدار محصول سال ۱۹۸۴ میلادی که تنها بخش‌هایی از آن در فضا فیلم‌برداری شده‌است، این فیلم، اولین فیلم داستانی است که به‌طور کامل در فضا ساخته شده‌است. فیلم‌برداری این فیلم توسط ریچارد گاریوت در اکتبر سال ۲۰۰۸ میلادی در ایستگاه فضایی بین‌المللی انجام شده‌است.